# Союз Отечества — Литовские христианские демократы

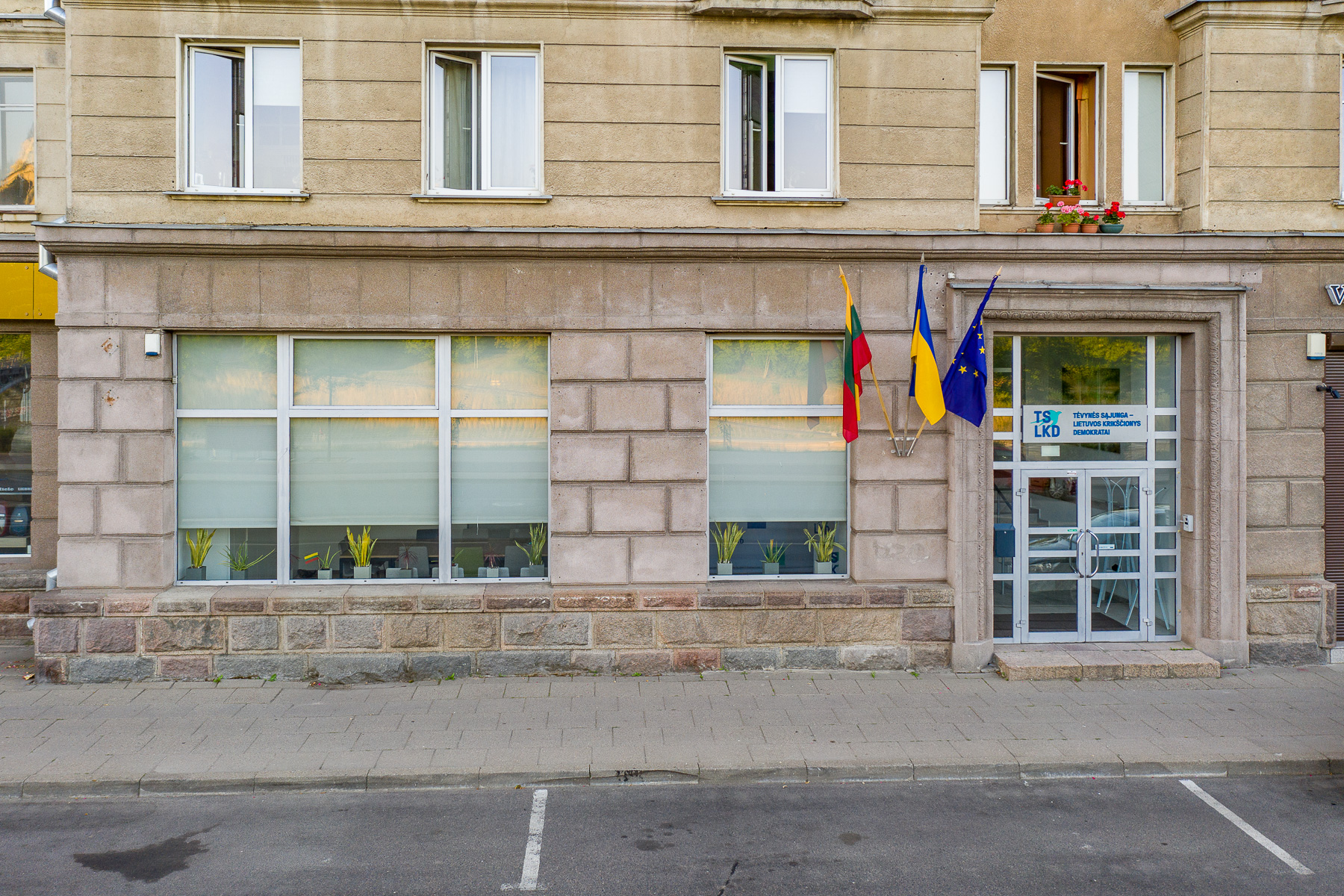

Союз Отечества — Христианские демократы Литвы (лит. Tėvynės sąjunga — Lietuvos krikščionys demokratai, TS–LKD) — литовская либерально-консервативная политическая партия. Ранее называлась Союз отечества (Консерваторы Литвы) (лит. Tėvynės sąjunga (Lietuvos konservatoriai)). Основана в 1993 году активистами движения «Саюдис» Витаутасом Ландсбергисом и Гедиминасом Вагнорюсом. Партия входит в Международный демократический союз и Европейскую народную партию.

## Идеология
В традиционном политическом спектре представляет собой правоцентристскую партию. Идеология основана на консервативных и христианско-демократических идеях, а также литовском национализме. Выступает за углубление евроатлантической ориентации Литвы и более свободные рыночные отношения; в дискурсе членов партии неизменно присутствует национально-патриотическая риторика, антироссийская и антикоммунистическая тематика. Партия выступает за обеспечение безопасности (не только военной, но также экономической, энергетической и т. п.) Литвы, угроза которой видится в России и в её агентах внутри страны. По инициативе партии в 2000 году был принят закон о возмещении Литве ущерба от оккупации СССР и предъявлены соответствующие требования России.

## История

### Основание и первая победа
Партия была основана в мае 1993 года на базе правого крыла движения Саюдис во главе с Витаутасом Ландсбергисом под названием Союз Отечества (Литовские консерваторы). Во время первых для себя выборов 1996 года новая партия выступала за вступление страны в НАТО и Евросоюз, активно критиковала правящую Демократическую партию труда за неспособность преодолеть экономическую стагнацию и финансовые скандалы, делая упор на борьбе с коррупцией. Всё это позволило Союзу Отечества получить 409 585 голосов избирателей (29,8 %) и 33 места по партийным спискам. Проведя ещё 37 депутатов по одномандатным округам, консерваторы завоевали 70 мест в Сейме (49,65 % всех мандатов), что позволило им сформировать правительство вместе с Христианско-демократической партией.
Правление Союза Отечества оказалось не очень эффективным. Правительству консерваторов и христианских демократов не удалось решить проблемы литовской экономики и снизить безработицу. Это и снижение популярности партии привело к ряду расколов. 23 июня 1999 года Союз Отечества покинули депутат Сейма Лайма Андрикене, депутат Восстановительного Сейма (Верховный Совет Литвы 1990-1992) Ирена Андрюкайтене и бывший министр внутренних дел Видмантас Жемялис. 
В 2000 году они вместе с рядом других бывших членов СО (ЛК) основали Отечественную народную партию (лит. Tevynes liaudies partija). 
2 июля 2000, в преддверии очередных выборов, бывший председатель Союза Отечества Гедиминас Вагнорюс и его сторонники основали партию Умеренный консервативный союз (лит. Nuosaikiuju konservatoriu sajunga).

### Провал на выборах и переход в оппозицию
На выборах 2000 года основными вопросами избирательной кампании стали тяжёлое положение[чего?]. Несмотря на недовольство избирателей экономическим спадом и высоким уровнем безработицы, Союз Отечества по-прежнему собирался проводить жёсткую бюджетную и фискальную политику, объясняя это вступлением в Европейский Союз и НАТО. Итогом стало сокрушительное поражение партии и её союзников христианских демократов. За Союз Отечества отдали свои голоса всего 126 850 избирателей (8,62 %), что обеспечило партии всего 8 мест в Сейме по партийным спискам. На выборах по одномандатным округам консерваторов также ждал разгром. Союз Отечества победил всего в одном округе, при этом потерпели поражения в своих избирательных округах премьер-министр Андрюс Кубилюс и ещё несколько министров. Получив всего 9 мандатов консерваторы стали всего лишь пятой партией Сейма.
8 ноября 2003 года с Союзом Отечества объединился Литовский правый союз (лит. Lietuvos dešiniųjų sąjunga), созданный 20 июня 2001 года в результате слияния четырёх правых партий: Отечественной народной, Литовской демократической, Партии независимости и Лиги свободы Литвы (лит. Lietuvos laisvės lyga, LLL).
7 февраля 2004 года Союз Отечества объединился со своим давним союзником, Литовским союзом политзаключённых и ссыльных (лит. Lietuvos politinių kalinių ir tremtinių sąjunga), став самой большой партией Литвы по числу членов (ок. 50 тыс.). Название партии было изменено на Союз Отечества (консерваторы, политические заключённые и ссыльные). В том же году, на первых в истории Литвы выборах в Европейский парламент, Союз Отечества выступил несколько лучше, завоевав 151 833 голоса (12,58 %) и получив 2 мандата, которые достались Витаутасу Ландсбергису и Лайме Андрикене. Оба стали членами фракции Европейской народной партии. На проходившие в том же 2004 году выборы в Сейм партия шла под лозунгами обеспечения защиты Литвы от любой возможной угрозы со стороны России, укрепления связей с Евросоюзом и США, необходимости поддерживать демократические процессы в странах СНГ и на Кавказе, стремления к председательству в ОБСЕ в 2010—2011 годах и членству в Совете безопасности ООН в 2014—2015 годах. Итоги выборной кампании продемонстрировали дальнейший рост популярности консерваторов. Они смогли привлечь голоса 176 409 избирателей (14,75 %), получив 11 мест по партийным спискам. Ещё 14 депутатов были избраны по округам. Завоевав в общей сложности 25 мест в Сейме, Союз Отечества стал второй партией в парламенте, что, правда, не позволило ему войти в правительство.

### Возвращение к власти
11 марта 2008 года было принято решение об объединении Союза Отечества и Союза литовских националистов, провозглашавших себя преемниками «таутининков», партии первого президента страны Антанаса Смятоны, авторитарного правителя Литвы с 1926 по 1940 годы. В составе Союза Отечества новые члены образовали фракцию националистов. 
17 мая 2008 состоялось объединение Союза Отечества и его бывшего союзника по правящей коалиции 1996—2000 годов партии Литовские христианские демократы. После этого партия вновь стала крупнейшей политической организацией страны с более чем 18 тыс. членов и получила новое длинное название Союз Отечества — Литовские христианские демократы (консерваторы, политические заключённые и ссыльные, националисты), которое отражало все представленные в Союзе Отечества идеологические тенденции. Позднее название партии было сокращено, приняв свой современный вид — Союз Отечества — Литовские христианские демократы.
Выборы 2008 года принесли успех ведущей правоцентристской партии Литвы. Союз Отечества — Литовские христианские демократы почти удвоил своё представительство в парламенте. Партия получила 243 823 голосов избирателей (19,72 %), что дало ей 18 мест в Сейме по партийным спискам. Ещё 27 депутатов были избраны по одномандатным округам. Завоевав в общей сложности 45 мест, СО—ЛХД стал крупнейшей партией парламента и сформировало правительство вместе с Партией национального возрождения, Союзом либералов и центра и Либеральным движением. Возглавил новый кабинет министров лидер Союза Отечества Андрюс Кубилюс, ставший премьер-министром во второй раз. Через год, на выборах в Европарламент 2009 года, партия вновь добилась успеха. Набрав 147 756 голосов избирателей (26,16 %), она расширила своё представительство в законодательном органе Евросоюза до 4 мест (к Ландсбергису и Андрикене добавились Альгирдас Саударгас и Радвиле Моркунайте).
В июне 2011 года фракция националистов приняло решение выйти из Союза Отечества и возродить партию Союз литовских националистов.
В том же году на муниципальных выборах СО—ЛХД набрала 163 075 голосов из 1,1 млн. и получила 249 мест из 1526. В Вильнюсе партия получила 10 мест из 51, в Каунасе — 12 из 41.

### Вновь в оппозиции
В 2012 году партия неудачно выступила в ходе очередных парламентских выборов. Получив 15,02 % голосов избирателей, СО—ЛХД смог провести в Сейм всего 13 депутатов по партийному списку. Лучше консерваторы выступили на выборах по одномандатным округам, получив 20 мандатов. Всего в Сейм попало 33 представителя СО—ЛХД, на 12 меньше чем на предыдущих выборах. Став лишь второй партией в парламенте консерваторы перешли в оппозицию.
22—23 апреля 2013 года прошли выборы председателя партии. В них участвовали три кандидата — Андрюс Кубилюс, Витаутас Ландсбергис и бывший лидер Литовских христианских демократов Валентинас Стундис. 
В первом туре ни один из кандидатов не смог набрать больше половины голосов, во втором победил Кубилюс, набравший 5166 голосов членов партии, тогда как за Ландсбергиса проголосовал 4501 человек. Всего во внутрипартийных выборах приняли участие 59 % членов партии.
На выборах в Европарламент 2014 года, партия вновь добилась успеха. Набрав 199 393 голосов избирателей (17,43 %), она заняла два места и первое место. Этих мандатах получили Габриэлюс Ландсбергис и Лайма Люция Андрикене.
После выборов в муниципальные советы в 2015 году Андрюс Кубилюс решил не баллотироваться на пост председателя партии. Габриэлюс Ландсбергис победил на этих выборах.

## Структура

### Фракции
В Союзе Отечества в разное время насчитывалось три фракции. Одна из них, фракция националистов, действовала с 2008 по 2011 год и прекратила своё существование после выхода из партии. В данный момент действуют две фракции: политических заключённых и ссыльных и христианских демократов.
Фракция христианских демократов была основана 27 сентября 2003 года. Цели: на укрепление христианских ценностей и основанной на них демократии, распространение в Литве христианско-демократической идеи и христианского социального учения, изучение принципов и опыта Европейской народной партии, продолжение традиций Литовской христианской демократии.
Группа политических заключённых и ссыльных была создана 7 февраля 2007 года. Это структурная единица Союза Отечества, объединяющая и представляющая членов партии — пострадавших от советских политических репрессий, участвовавших в антисоветском сопротивлении, а также других членов, готовых защищать национальные и христианские ценности. Своей главной задачей группа считает преодоление последствий коммунизма, советской оккупации и геноцида, раскрытие исторической правду о сопротивлении оккупации, сохранение памяти о борьбе нации против оккупантов за независимость.

### Молодёжные организации
Союз Отечества — Литовские христианские демократы сотрудничают с тремя молодёжными организациями: Лига молодых консерваторов (лит. Jaunųjų konservatorių lyga), Молодые христианские демократы (лит. Jaunieji krikščionys demokratai) и Организация молодых националистов (лит. Jaunųjų tautininkų organizacija).

## Поддержка партии на парламентских выборах и количество мест в Сейме
| Количество поданных голосов |
| --------------------------- |
|                             |

| Мест в Сейме |
| ------------ |
|              |